# Micropotamogale
Micropotamogale là một chi động vật có vú trong họ Tenrecidae, bộ Afrosoricida. Chi này được Heim de Balsac miêu tả năm 1954. Loài điển hình của chi này là Micropotamogale lamottei Heim de Balsac, 1954.

## Các loài
Chi này gồm các loài: